# Kazba, Marakeš
Kazba v Marakešu je veliko obzidano okrožje v južnem delu medine Marakeša v Maroku, ki je v zgodovini služilo kot citadela (kazba) in kompleks kraljeve palače v mestu. Velik del okrožja še vedno zaseda uradna kraljeva palača Dar al-Makhzen, ki služi kot rezidenca maroškega kralja, ko ta obišče mesto. Preostali del okrožja sestavljajo različne soseske in spomeniki. Ustanovili so jo Almohadi v poznem 12. stoletju, večino gradnje pa je izvedel kalif Jakub al-Mansur (vladal 1184–1199). Dve danes najpomembnejši ohranjeni strukturi, mošeja Kazba in glavna vrata Bab Agnau, izvirata iz časa vladavine al-Mansurja.
Kompleks palače je bil po padcu Almohadov zanemarjen, vendar je Kazbo obnovila in ponovno zgradila rodbina Saadijcev v 16. stoletju, v času sultanov Abdalaha al-Ghaliba in Ahmeda al-Mansurja, ki sta ustvarila nove palače in obsežne vrtove. Saadijske grobnice in ruševine palače El Badi so iz tega obdobja. Abdalah al-Ghalib je bil prav tako odgovoren za ustanovitev judovske četrti, Melah, ki je mejila na vzhodni bok Kazbe. Po drugem obdobju zanemarjanja in ropa je palače obnovil in preuredil alavijski sultan Mohamed ibn Abdalah, ki je kraljevi palači (Dar al-Makhzen) in njeni okolici dal večino sedanje oblike.
Danes kazba ni več omejeno okrožje, razen kraljeve palače, in je priljubljena turistična atrakcija v mestu.

## Zgodovina

### Kazba Almohadov
Prva citadela in kraljeva rezidenca Marakeša je bila trdnjava in rezidenca, znana kot Ksar el-Hadžar, ki jo je zgradil almoravidski voditelj Abu Bakr ibn Umar, ko je leta 1070 ustanovil mesto. Ta trdnjava je bila severno od sedanje mošeje Kutubija. Kasnejši almoravidski emir Ali ibn Jusuf (vladal 1106–1143) je prizidal palačo na jugu, na mestu, kjer je zdaj mošeja. Ostanki teh almoravidskih struktur so bili izkopani in ostanki kamnitih vrat, imenovanih Bab 'Ali, ki pripadajo Alijevi palači, so danes vidni poleg ruševin prve mošeje Kutubija.
Ko je almohadski vladar Abd al-Mumin leta 1147 osvojil Marakeš, naj bi uničil številne almoravidske spomenike (predvsem mošeje). Vendar so novi almohadski vladarji nekaj časa uporabljali Ksar el-Hadžar in palačo Alija ibn Jusufa kot svojo uradno rezidenco. Po Ibn Idhariju je leta 1183 almohadski vladar Abu Jakub Jusuf I. odredil gradnjo novega prizidka mesta po pritožbah zaradi prenaseljenosti v starem mestu. Projekt je bil zaupan njegovemu sinu Jakubu al-Mansurju, in ker je Abu Jakub Jusuf kmalu zatem leta 1184 umrl, je bil on tisti, ki je bil odgovoren za večino njene gradnje med svojo naslednjo vladavino (1184–1199). Vendar pa nekateri učenjaki pripisujejo temelje Kazbe v celoti Kakubu al-Mansurju leta 1185 in ocenjujejo, da je bila dokončana okoli leta 1190. Ta ambiciozen gradbeni projekt je ustvaril veliko novo kraljevo okrožje, pritrjeno na južni strani mesta. Nova citadela in razširitev mesta je bila v zgodovinskih virih znana kot Kazbah (ali Kasaba), pa tudi kot Tamurakušt in as-Saliḥa. Zgrajena je bila na mestu vrtnega posestva Almoravidov, znanega kot as-Saliḥa. Kasneje je ostal samo vzhodni del tega vrta, ki ga je pozneje nadomestil današnji Melah. Gradnjo kazbe je deloma spodbudila hitra rast mestnega prebivalstva in nujna potreba po več prostora v mestu. Morda ga je motivirala tudi želja almohadskega kalifa, da bi sledil zgledu drugih mogočnih islamskih vladarjev, ki so zgradili ločena mesta-palače, iz katerih so vladali, kot je omajadska gradnja Medina Azahara blizu Cordobe ali abasidska gradnja Samare v Iraku. Gradnja marakeške kazbe se je začela leta 1185 in končala do leta 1190, čeprav so al-Mansurjevi nasledniki v njej še naprej gradili, do konca obdobja Almohadov skupaj dvanajst palač.
Almohadska kazbah je bilo veliko samostojno okrožje, obdano z obzidjem in dodatno razdeljeno z notranjim obzidjem. Vključevala je ne le kraljevo palačo (znano kot Dar al-Khalifa ali Kasr al-Khilafa), temveč tudi kongregacijsko mošejo (mošeja Kazbah), tržnice in kajsarija (bazar), kopališča (hamami), skladišča, hleve, pokopališča, vrtove in mestne trge. Ob glavnem trgu v bližini palače je stala medresa, čeprav medresa Almohadov najverjetneje ni bila ista vrsta ustanove kot medrese, ki so bile v Maroko uvedene pod rodbino Marinidov v poznejšem 13. stoletju. Zagotavljala je izobraževanje za vladarjeve otroke in družinske člane. Širitev mesta je vključevala tudi ustanovitev bolnišnice (maristan), katere lokacija ni jasna.
Glavni javni vhod v kazbo so bila Bab Agnau, vrata, ki so bila v severozahodnem vogalu kazbe in dostopna iz notranjosti mestnega obzidja. Kljub nekaterim spremembam je danes dobro ohranjena in ima obsežno kamnoseško dekoracijo. Druga vrata, Bab as-Sadat, so omogočala neposreden vstop v kazbo izven mestnega obzidja, vendar so bila rezervirana za visoke uradnike in člane kraljeve rodbine. Almohadi so okoli kazbe zgradili tudi velike vrtove za užitek, kot so vrtovi Agdal na jugu, ki so bili obdani z obzidjem. Vrata, znana kot Bab al-Bustan, so omogočala neposreden dostop med kalifovo palačo in vrtovi.
Kazba je bila razdeljena na tri dele z notranjimi zidovi, od katerih je vsak imel svoja vrata. Največji del so bile kalifove palače, znane kot ar-Rijad, obsegale so približno 24 hektarjev in so zasedale celotno vzhodno stran kazbe. Drugi del je bil v jugozahodnem kotu in je obsegal približno 12 hektarjev in je vseboval različne storitve, ki sta jih zahtevali palača in vlada. Predvsem je bilo to okrožje osredotočeno okoli velikega trga znanega kot asarak in ki je bil zgodnji ekvivalent mehuarja. S tega trga so vrata, znana kot Bab ar-Rijad, vodila do kalifovih palač. Zraven teh vrat je bil paviljon za občinstvo, znan kot Kubat al-Khilafa, ki je kalifu omogočal opazovanje obredov, ki so potekali pred vrati. Tretji del, bolj dostopen javnosti, je zavzemal 8 hektarjev v severozahodnem kotu kazbe in je vseboval mošejo Kazba. Pred mošejo je obstajal še en javni trg, znan tudi kot asarak. Ta severozahodni asarak je bil manjši od tistega v jugozahodnem delu kazbe. Glavna ulica je potekala v ravni črti od severa proti jugu in je povezovala ta dva trga. Ulica je bila nekoč obrobljena s portiki in je bila na obeh koncih dostopna z dvojimi vrati, poznanimi kot Bab at-Tubul (na severu) in Bab as-Sakaif (na jugu).
Razen mošeje in glavnih vrat, Bab Agnau, skoraj nobena od almohadskih struktur ni preživela nedotaknjena. Trenutni zahodni in južni obris kazbe, vključno z njenim obzidjem, verjetno izvira iz Almohadske dobe, vendar so bili od takrat spremenjeni številni drugi deli obzidja in vrat. Glavna ulica, ki je potekala med obema trgoma asarak, je danes vidna, južni trg  pa je izginil.

### Saadijsko obdobje
Marakeš je s propadom almohadskega režima nazadoval. Njihovi nasledniki, rodbina Marinidov, so Fes postavili za svojo prestolnico in izvedli nekaj večjih gradenj v Marakešu. Šele ko je Saadijska rodbina(16. do zgodnje 17. stoletje) ustanovila Marakeš kot svojo prestolnico, je mesto ponovno oživelo. Saadijci so se ustalili v stari kazbi Almohadov in se lotili lastnih prenov in rekonstrukcij. Sultan Mulaj Abdalah al-Ghalib je zgradil nove palače in prizidke v severnem delu kazbe ter popravil mošejo Kazba, potem ko je bila poškodovana v eksploziji smodnika v 1560-ih ali 1570-ih. Zgradil je prve strukture saadijskih grobnic na južni strani mošeje. Prav tako je preselil judovsko prebivalstvo mesta v novo Melah na vzhodni strani kraljeve palače, ki je razširila vzhodni obris kazbe.
Sultan Ahmed al-Mansur, ki je nadzoroval vrhunec saadijske moči, se je lotil še enega niza gradenj in prenov. Zgradil je najbolj dovršene mavzoleje v saadijskih grobnicah. Najbolj znano je, da je zgradil ekstravagantno palačo, znano kot El Badi. Palača je služila za sprejem veleposlanikov in drugih gostov. Zasnovan je bil kot predstavitev moči in bogastva al-Mansurja, z uporabo najrazkošnejših materialov in okraskov, vključno z italijanskim marmorjem.
V saadijski palačni kompleks iz tega obdobja se je vstopilo skozi Grand Mehuar: velik ceremonialni trg ali dvorišče na mestu nekdanjega južnega trga asarak, južno od mošeje Kazba. Trg je meril približno 180 × 90 metrov. Tam so bila glavna vrata kraljeve palače, ki so vodila do manjšega mehuarja. Od tega je potekal dolg prehod proti vzhodu, ki je omogočal dostop do različnih sestavnih delov palače. Na južni strani tega prehoda je bila večina servisnih prizidkov palače, vključno s kuhinjami, skladišči, zakladnico in hlevi. Na severni strani prehoda je bila velika sprejemna palača (palača El Badi), skupaj z zasebnimi prostori sultana in njegove družine, njihovimi kopališči (hamami), zasebno mošejo in kovnico. Za temi strukturami in naprej proti vzhodu so bili številni vrtovi za zabavo, ki so zasedali celotno vzhodno stran kazbe. Ti so vključevali Kristalni vrt (az-zujaj), vrt, znan kot al-Mustaha ('Zaželjeni'), in vrt Kasr ali notranji vrt. Kristalni vrt, ki je na vzhodni strani palače El Badi, je bil za zasebno uporabo prebivalcev palače.[17] Vrt al-Mustaha na jugu naj bi bil odprt za javnost. Vključevalo je velik vodni bazen, ki so ga poleti uporabljali za kopanje.[17][16]: 256  Vrt Qasr je bil južno od palače El Badi in poleg zasebnih stanovanj Ahmeda al-Mansurja. Ahmad al-Mansur je prenovil tudi obsežne vrtove Agdal južno od kazbe. Nazadnje viri iz tega obdobja opisujejo in ilustrirajo tudi visok stolp, ki se dviga iz središča palač in je viden od daleč. Ta stolp je negotovega izvora in je izginil v obdobju Alavijev, je bil morda opazovalni stolp, zgrajen za uživanje sultana.

### Alavijsko obdobje do danes
Po zatonu saadijske rodbine je bila kazba spet močno zanemarjena, saj je dinastija 'Alavi, ki jih je nasledila, le redko uporabljala Marakeš kot svojo prestolnico. Mulaj Ismail je predvsem ropal saadijske palače zaradi materialov (kot je marmor), ki bi jih lahko uporabil v svoji palači in kazbi, ki ju je gradil v Meknesu. Palača El Badi je postala ruševina, čeprav so Saadijske grobnice uporabljali kot nekropolo za nekatere člane 'alavijske kraljeve družine. Glavna izjema pri tem zanemarjanju je bila vladavina Mohameda ibn Abdalaha, ki je Marakešu kot guverner za svojega očeta vladal od leta 1746 in ga nato uporabil kot svojo neuradno prestolnico, ko je bil sultan med letoma 1757 in 1790.
Mohamed Ibn Abdalah se je lotil številnih prenov in zgradil nove palače. Zgradil je tudi novo mošejo, mošejo Barrima, na vzhodnem obodu palač. Državni zapor je bil ustanovljen znotraj posesti in prizidkov stare palače El Badi, neposredno ob Mohamedovi novi palači. Sedanje stavbe in vrtovi kraljeve palače izvirajo predvsem iz tega obdobja (vsaj v smislu njihove celotne postavitve). Med tem procesom je Mohamed tudi razširil ali razvil kazbo na njeni južni strani in ustvaril številne nove mehuarje (obzidane trge) kot del pristopa do kraljeve palače, katere vhod je bil zdaj preusmerjen na jug namesto na zahod. Gradnja glavnega dela nove Mohamedove palače se je začela leta 1747, ko je bil še podkralj svojega očeta Abdalaha. Ta gradnja je vključevala ustvarjanje velikega vrta Arsat an-Nil in njegove okolice. Po mnenju zgodovinarja Gastona Deverduna so bili deli palače na severni strani tega vrta verjetno prvič dokončani v letih 1753–54, vendar so bili ponovno zgrajeni ali predelani med letoma 1760 in 1765, ko je bil Mohamed sultan. Južni deli palače so bili verjetno dokončani pred letom 1760. Palača kot celota, vključno z nekaterimi obrobnimi strukturami okoli mehuarjev, je bila dokončana v 1760-ih. Kljub temu obstajajo dokazi, da je Mohamed nadaljeval z gradnjo pozneje med svojo vladavino in da je za številne elemente angažiral evropske obrtnike (zlasti iz Španije).
Do poznega 19. stoletja in začetka 20. stoletja je bila kazba še vedno središče moči v Marakešu. Bogati vladni ministri so si v tem obdobju blizu nje zgradili lastne palače in dvorce. Najbolj znana med njimi je palača El Bahia, kasneje spremenjena v kraljevo palačo. Vrtovi Agdal so bili prav tako vzdrževani in ponovno zasajeni v 19. stoletju, z novimi kraljevimi paviljoni, zgrajenimi v njih in novimi utrdbami, zgrajenimi na njihovi zahodni strani.

## Kazba danes

### Pregled
Kazba danes ni več omejeno območje in velik del je dostopen javnosti. Je na južni strani glavne medine. Njeni zahodni deli so zapolnjeni s stanovanjskimi soseskami. Večina njenega vzhodnega dela se še naprej uporablja kot kraljeva palača (Dar al-Makhzen) za maroškega kralja, ki je javnosti zaprta. Severno od palače so ostanki monumentalne palače El Badi, ki so zdaj zgodovinsko mesto, dostopno turistom.
Na severozahodnem območju kazbe je prvotna kongregacijska mošeja citadele, mošeja Kazba (tudi mošeja Mansurija in mošeja Mulaj al-Jazid), ki je danes aktivna in dostopna muslimanom. Zahodno od mošeje, na stičišču med obzidjem medine in obzidjem kazbe, so nekdanja glavna vrata kazbe, Bab Agnou. V bližini kazbe, mimo Place des Ferblantiers na severu, je palača El Bahia.
Med mošejo na zahodu ter palačama El Badi in Dar al-Makhzen na vzhodu je območje, ki je bilo nekoč del kraljeve palače ali njenih dodatkov, danes pa ga zasedajo stanovanjske soseske. Oblika in obrisi nekaterih ulic sledijo nekdanjemu obzidju palače ali drugim strukturam, ki jih ni več. Glavna ulica kazbe (Rue de la Kasbah), ki poteka približno v smeri sever–jug med mošejo in sosesko Derb Čtuka, ustreza prvotni aveniji, ki je povezovala oba trga asarak v obdobju Almohadov.
Kazba je na vzhodu obdana z nekdanjim judovskim okrožjem mesta, Melah. Južno od tega je v zadnjih stoletjih nastala še ena soseska, imenovana Bab Ahmar ali Bab Hmar (poimenovana po bližnjih vratih). Na zahodu je kazba obdana s pretežno odprtim terenom. Južno od kazbe so prostrani vrtovi Agdal, ki so zaprti v lastnem nizu zidov, ki se povezujejo z obzidjem kazbe. Med temi vrtovi in kraljevo palačo je več mehuarjev (velikih zaprtih trgov), ki tvorijo glavni pristop do kraljeve palače.

### Kraljeva palača
Kraljeva palača v Marakešu, znana kot Dar al-Makhzen ('Hiša vlade'), se uporablja kot uradna kraljeva rezidenca in je prepovedana za javnost. Medtem ko je kompleks palače v zgodovini obsegal večino kazbe, zdaj zavzema bolj omejen prostor. Sedanje stavbe in vrtovi palače izvirajo predvsem iz obdobja 'Alavi, večinoma iz časa Mulaja Mohameda ibn Abdalaha v 18. stoletju. Prvotna palača iz 18. stoletja je bila urejena pravilno in simetrično, kar je odražalo postavitev v slogu riada, vendar so poznejše gradnje dodale asimetrične elemente.

#### Mehuarji
Glavni vhod v palačo je z južne strani. Do nje pridemo skozi vrsto obzidanih dvorišč ali uradnih trgov, znanih kot mehuar s (tudi mešvar), kar je običajna značilnost tradicionalnih kraljevih palač v Maroku. Ti zavzemajo velik prostor med palačo na severu in vrtovi Agdal na jugu.
Do mehuarjev, ki so razvrščeni v vrsto približno od vzhoda proti zahodu, se dostopa skozi številna vrata – čeprav so mnoga manjšega zgodovinskega ali arhitekturnega pomena. Prva (najbolj zunanja) vrata na vzhodu so Bab Ahmar ('Rdeča vrata'; črkovana tudi Bab Hmar). To so najbolj opazna vrata zaradi vključitve velike stražarnice in terase, ki je lahko držala lahko topništvo. Za temi vrati je istoimenska soseska in ulica, ki teče proti zahodu do Bab al-Furma, vrat, ki nato vodijo do Zunanjega mehuarja (znanega tudi kot Mehuar al-Barrani). Ta mehuar je velik pravokoten trg, ki meri približno 200 × 240 metrovč,in je neposredno južno od sosesk Melah in Barrima. Zahodno od tega mehuarja je ožji pravokotni, Noranji mehuar (imenovan tudi Mehuar al-Vastani), meri približno 200 × 90 metrov. Vanj se vstopi z vzhoda skozi vrata Bab er-Rih. Na njegovi severni strani so uradna glavna vrata v palačo, Bab al-Akhdar. Na njegovi zahodni strani so vrata, znana kot Tla ou Habet, na vrhu katerih je zaščiten prehod omogočal neposreden dostop med palačo in vrtovi Agdal na jugu. Ta vrata vodijo do največjega mehuarja, Grand mehuar (imenovanega tudi Mehuar al-Avali). Ta mehuar zavzema veliko odprto območje, ki meri 360 x 180 metrov (1180 x 590 ft). Vrata na njenem severovzhodnem vogalu, imenovana Bab Bu 'Uqqaz, vodijo do palače in so se tradicionalno uporabljan za sprejem veleposlanikov ali za vodenje drugih obredov. Vrata na zahodni strani tega mehuarja vodijo do ozke obzidane ceste, ki vodi do najbolj zahodnih vrat tega območja, Bab Ighli, ki označuje jugozahodni vogal kazbe.
Na južnem koncu Grand mehuarja je menzeh (opazovalni paviljon), znan kot Kubat as-Suvajra ('Paviljon Essaouire'), tako imenovan, ker je bila njegova gradnja najverjetneje financirana z davčnimi prihodki iz Essaouire. Izvira iz obdobja vladavine Mohameda ibn Abdalaha in je bila najverjetneje dokončana v 1760-ih, tako kot preostali del palače. Ta paviljon je zgrajen nad zidom med mehuarjem in vrtovi, navzven pa ga odlikuje piramidalna streha z zelenimi ploščicami. Težki stebri in stene pri tleh podpirajo veliko kvadratno komoro zgoraj, ki je bila močno okrašena z zellij ploščicami in poslikanim lesenim stropom. Ta prostor omogoča dostop do lože na severni strani, ki je sultanu omogočala opazovanje obredov v mehuarju. Loža ima na zunanjem pročelju širok lok, katerega kraki so okrašeni s cvetličnimi arabeskami, nad katerimi je arabski napis v rdeči barvi. Na južni strani ima prostor dostop do majhne odprte terase, ki je sultanu omogočila občudovanje pogleda na vrtove Agdal in gorovje Atlas na jugu. Paviljon je bil verjetno zgrajen s pomočjo evropskih zidarjev. Vsaj en vir, ki ga je navedel zgodovinar Gaston Deverdun, trdi, da je bil arhitekt Španec, ki ga je Karel III. Španski poslal k Mohamedu ibn Abdalahu v prijateljstvu.

#### Notranjost palače
Notranjost palače je sestavljena iz različnih vrtov in dvorišč, ki jih obdajajo dvorane in paviljoni. Prevladuje največji vrt riad v Marakešu, Arsat an-Nil ('Vrt Nila'). Ime je dobil po reki Nil, domnevno zato, ker je bil zasajen s floro iz Egipta. Meri okoli 130 × 70 metrov in ga deli pot v smeri sever–jug, ki jo seka več pravokotnih poti.
Strukture palače so razdeljene v dve glavni skupini: ena na severu vrta in ena na jugu. Ob zahodni strani vrta je vrsta stavb, v katerih so bila zasebna stanovanja za sultana, pa tudi majhna mošeja in drugi objekti. Na vzhodni strani vrta so vrata, ki vodijo do mošeje Barrima, uradne mošeje palače, ki jo je zgradil Mohamed ibn Abdalah.
Strukture na severni strani Arsat an-Nil, znane skupaj kot al-Kasr al-Akhdar ('Zelena palača'), so razporejene okoli dveh velikih pravokotnih dvorišč: severnega in južnega. Dvorišča so formalnega videza in obdana z belimi zidovi, za katerimi so različni prostori in manjša notranja dvorišča. Severno dvorišče, ki je neposredno jugovzhodno od palače El Badi, je najpreprostejše oblike in vsebuje lep paviljon z zellil ploščicami, ki gleda na osrednji vodnjak. Obod dvorišča obdajajo bogato okrašeni prostori. Južno dvorišče (ki meri 34 × 28 m) je na južni strani odprto proti vrtu Arsat an-Nil. Na sredini severne strani je velika sprejemna dvorana, znana kot Sattinija. Dvorano odlikuje velika piramidasta zelena streha in bogato okrašena notranjost. Vanjo se vstopa z juga skozi tri obokani portike pred katerimi je v središču dvorišča postavljen velik kvadraten vodni bazen. Ta splošna simetrična ureditev in odprtina dvorišča na jugu sta bila zasnovana tako, da zagotavljata vizualno veličasten pristop k Sattiniji iz vrtov Arsat an-Nil. Krilo palače na vzhodni strani tega dvorišča je bilo zgodovinsko rezidenca sultanovega hadžiba (komornika), medtem ko je krilo na zahodni strani dvorišča vključevalo objekte, kot so kuhinje in shrambe. Na vrhu zahodnega krila je tudi razgledni razglednik, imenovan Menzeh ar-Radhi, s pogledom na dvorišče in vrt.
Glavna struktura na južni strani Arsat an-Nil se imenuje ad-Dar al-Kebira ('Velika hiša'). Prvotno je bila sestavljena iz enega velikega dvorišča, okoli katerega so bila tri sekundarna dvorišča. Na glavno dvorišče se je vstopilo z juga skozi vrsto vrat, vključno z Bab al-Akhdar (zunanji vhod v palačo iz mehuarjev). Celoten ansambel je bil močno simetričen in je bil urejen tako, da je tvoril velik pristop do glavnih vrtov na severu. Nekoč je vključeval šesterokotni vodni bazen in običajne zelene piramidalne strehe, ki so bile vse poravnane z osrednjo osjo Arsat an-Nil. Vendar so bile od 18. stoletja na tem območju dodane ali spremenjene različne druge strukture in prostori, tako da je zdaj izgubila svojo simetrijo. Njeno veliko dvorišče je simetrično in ima dve dvorani s piramidastimi strehami, ki sta obrnjeni druga proti drugi na njegovi osi vzhod–zahod, vendar imajo okoliške strukture bolj nepravilno razporejeno.